# بني محمد راشد
قرية بنى محمد راشد هي إحدى القرى التابعة لمركز سمسطا في محافظة بني سويف في جمهورية مصر العربية. حسب إحصاءات سنة 2006، بلغ إجمالي السكان في بنى محمد راشد 2718 نسمة، منهم 1319 رجل و1399 امرأة.